# Bidaa Bint Saud
Bidaa Bint Saud (en árabe: بِدَع بِنْت سُعُوْد‎, romanizado: Bidaʿ Bint Suʿūd) es un yacimiento arqueológico de la región de Al Ain del Emirato de Abu Dabi, de los Emiratos Árabes Unidos, que destaca por sus tumbas del período Hafit, sus sistemas de riego de la Edad de Hierro y los raros restos de un edificio de la Edad de Hierro que se cree que fue un centro de distribución de agua procedente de dos qanat (aflaj: sistemas de canales subterráneos y superficiales). Está declarado Patrimonio de la Humanidad de la Unesco. Los hallazgos del yacimiento se exponen en el Museo Nacional de Al Ain.
La datación de la cerámica de los canales aflaj (falaj en singular) hallados en el yacimiento demuestra el origen árabe sudoriental de este característico sistema de irrigación, del que muchos estudiosos creían que su origen era persa. La datación de aflaj en Bidaa bint Saud, Al Ain y Buraimi, ambas en la región histórica de Tawam, ya que se sitúa varios siglos antes del Imperio aqueménida, al que anteriormente se le había atribuido la innovación.
Se cree que este yacimiento, situado a unos 15 km al norte de Al Ain, fue un lugar de parada en una antigua ruta de caravanas desde los asentamientos de Al Ain hasta los Emiratos del Norte. El afloramiento rocoso de Garn bin Saud se eleva unos 40 m sobre el yacimiento y está salpicado de restos funerarios.

## Tumbas de la Edad del Bronce
En la cara oriental de Garn bint Saud hay varias tumbas características del periodo Hafit (3200 a 2600 a. C.), similares a las de yacimientos como Jebel Hafeet, Jebel Buhais y Buraimi. Se han derrumbado y originalmente tenían techos abovedados. Es probable que la ubicación de los restos de Hafit, pueblo nómada y pastoril, se deba a una fuente de agua subterránea, un patrón apoyado por otros hallazgos de la época Hafit en el interior, incluidos los de Jebel Hafeet y Jebel Buhais.

## Vías navegables de la Edad del Hierro

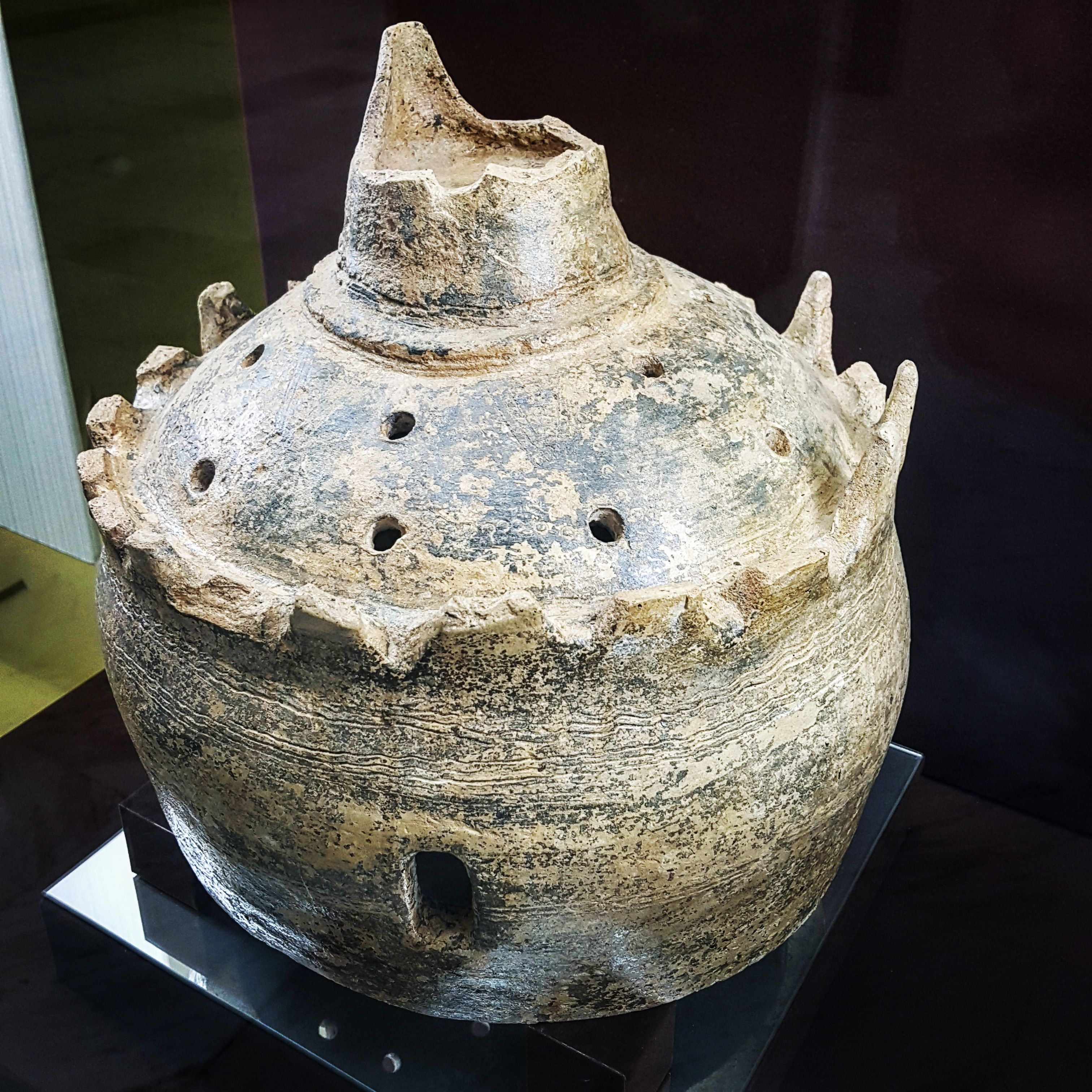
Pote descubierto en un edificio de la Edad del Hierro de Bidaa Bint Saud y expuesto en el Museo Nacional de Al Ain. Se cree que es un incensario.

Un segundo conjunto de tumbas colectivas encontradas en el yacimiento datan de la Edad del Hierro y también estaban construidas con piedra sin cortar o desbastada y de formas variadas. Estaban divididas en varias cámaras, cada una de las cuales contenía los restos de varias personas. A pesar de haber sido saqueadas en el pasado, las excavaciones realizadas en estas tumbas han proporcionado numerosos objetos, como vasos de cerámica y piedra, hojas de daga, puntas de flecha de bronce y abalorios.
Se cree que Bidaa Bint Saud se convirtió en un lugar importante durante la Edad del Hierro, como parada de caravanas y como comunidad asentada de agricultores que utilizaban el sistema de riego falaj.
Se cree que el pozo madre era relativamente poco profundo, a un 1 km de la cabecera de los sistemas de falaj.
Situado a unos 150 m del punto de acceso principal del falaj, los arqueólogos también han excavado un gran edificio de adobe que contiene una sala de 10 x 13 m. Partes de los restos alcanzan una altura de hasta 160 cm y, aunque falta el tejado, hay indicios de que estaba sostenido por 12 columnas. Los almacenes se añadieron posteriormente y en ellos se encontraron muchas tinajas. Aunque la finalidad exacta del edificio sigue sin estar clara, los arqueólogos creen que probablemente era un punto de distribución del agua de los sistemas de falaj.